# 淑德皇后
淑德皇后，尹氏，本名及生卒年不詳，相州鄴(今河南安陽北)人，滁州刺史尹廷勛之女，母符氏符存審族人。宋太宗趙光義嫡妻，尹皇后其兄尹崇珂，官居保信軍節度使，其妹婿為趙延進。

## 简介
宋太宗在後周時迎娶滁州刺史尹廷勛之女尹氏，尹氏沒有為太宗生有任何一子一女。尹氏死於太宗即位前，太平興國元年（976年）十一月，追封為皇后，諡號淑德。葬孝明陵西北。神主享於別廟，後升祔太廟。
族人尹鵬飛，南宋時尚郡主趙玉蝶。